# Ostrowo (powiat słupecki)
Ostrowo – wieś w Polsce położona w województwie wielkopolskim, w powiecie słupeckim, w gminie Powidz, na terenie Powidzkiego Parku Krajobrazowego.
W latach 1975–1998 miejscowość należała administracyjnie do województwa konińskiego.